# Новочунское муниципальное образование
Новочунское муниципальное образование — муниципальное образование со статусом сельского поселения в 
Чунском районе Иркутской области России. Административный центр — поселок Новочунка.

## Демография
По результатам Всероссийской переписи населения 2010 года 
численность населения муниципального образования составила 2476 человек, в том числе 1197 мужчин и 1279 женщин.

## Населённые пункты
В состав муниципального образования входят населённые пункты
- Новочунка
- Заводской
- Пионерский[2]